# گابریل نگاسکا
گابریل نگاسکا (انگلیسی: Gabrielle Ngaska؛ زادهٔ ۱۴ آوریل ۱۹۸۸) بازیکن فوتبال اهل کامرون است.
از باشگاه‌هایی که در آن بازی کرده‌است می‌توان به باشگاه فوتبال اتلتیکو مادرید اشاره کرد.
وی همچنین در تیم ملی فوتبال زنان کامرون بازی کرده‌است.